# Wieża widokowa na Brzance
Wieża widokowa na Brzance – turystyczna wieża widokowa, otwarta w 2006, na wschodnim stoku Brzanki (534 m), znajdująca się w miejscowości Jodłówka Tuchowska, na Pogórzu Ciężkowickim.

## Opis
Wieża została zbudowana w 2006. 
Jest to zwężająca się ku górze konstrukcja stalowo-kratowa wypełniona drewnem, składająca się z kilku kondygnacji, do których prowadzą szerokie schody. Posiada cztery tarasy widokowe. Całkowita wysokość wieży zwieńczonej czterospadowym dachem wynosi 23 m. Najwyższa platforma widokowa znajduje się na wysokości około 18 m. Została na niej zamontowana fotograficzna panorama z opisem widocznych wzniesień i miejsc oraz informacjami tekstowymi atrakcji turystycznych. Z wieży roztacza się rozległy widok obejmujący: Pogórze Ciężkowickie, Pogórze Rożnowskie, Tatry.